# Santa Cruz el Tejocote
Santa Cruz el Tejocote är en ort i kommunen El Oro i delstaten Mexiko i Mexiko. Samhället hade 1 020 invånare vid folkräkningen år 2020 och ligger på hög höjd fem och en halv kilometer syd om El Oro de Hidalgo.